# Morinda elmeri
Morinda elmeri är en måreväxtart som beskrevs av Elmer Drew Merrill. Morinda elmeri ingår i släktet Morinda och familjen måreväxter. Inga underarter finns listade i Catalogue of Life.